# Ohrid Lacus
Ohrid Lacus est un lac de Titan, satellite naturel de Saturne.

## Caractéristiques
Son diamètre est de 17,3 km.
Le nom de ce lac a été donné en référence au lac d'Ohrid, un lac situé à la frontière entre l'Albanie et la Macédoine du Nord.